# 손정현
손정현(1991년 11월 25일 ~ )은 대한민국의 축구 선수이다

## 수상

### 선수
안산 무궁화 FC
- K리그 챌린지 : 우승 (2016)